# Октамолибдат натрия
Октамолибдат натрия — неорганическое соединение,
соль натрия и молибденовой кислоты
с формулой Na2Mo8O25,
бесцветные кристаллы,
не растворяется в воде,
образует кристаллогидрат.

## Физические свойства
Октамолибдат натрия образует бесцветные кристаллы.
Не растворяется в воде.
Образует кристаллогидрат состава Na2Mo8O25•4H2O, который теряет воду при 160-180°С.